# Oecidiobranchus nowrae
Oecidiobranchus nowrae är en kräftdjursart som beskrevs av Saskia Brix2006. Oecidiobranchus nowrae ingår i släktet Oecidiobranchus och familjen Desmosomatidae.
Artens utbredningsområde är New South Wales. Inga underarter finns listade i Catalogue of Life.